# Christotókos
Christotókos (řecky Χριστοτόκος) je titul Marie, matky Ježíšovy, označující ji jako „matku Kristovu“. Tuto definici navrhl konstantinopolský biskup Nestorius na počátku 5. století v protikladu k definici Theotókos neboli „matka Boží“. Následný spor, který lze zařadit mezi kristologické spory prvních staletí, vedl k tomu, že císař Theodosius II. svolal v roce 431 Efezský koncil, na němž bylo potvrzeno, že správný titul Marie je „matka Boží“, a tedy Theotókos. Navzdory tomuto závěru Nestoriovo učení přežilo a dalo vzniknout nestoriánské církvi.